# Sangha (rivière)
Pour les articles homonymes, voir Sangha.
La Sangha est une rivière d'Afrique centrale, affluent du fleuve Congo en rive droite.

## Géographie
La longueur de son cours est de 790 km.
La Sangha prend sa source au Cameroun, puis traverse la République centrafricaine, et la République du Congo. La rivière s’écoule dans la région d'Afrique couverte par la forêt tropicale humide (forêt du Bassin du Congo).
La Sangha coule au bord de la ville d'Ouesso et sert au transport fluvial de grumes de bois issues des exploitations forestières du bassin du Congo vers Brazzaville.
À l’époque coloniale, des chercheurs de diamants français ont trouvé sur les berges de la rivière un crâne humain daté d’à peu près 1 million d’années, ce qui indique que la jungle congolaise était autrefois une savane habitée. [réf. nécessaire]

## Affluents
- La Kadéï qui conflue en rive droite à Nola en Centrafrique
- La Mambéré rejoint la Kadéï pour former la Sangha à Nola.
- La Yobé
- La Babongo
- La Mossapoula
- La Keyen
- La Likoumbi
- Le Ngoko, formé de la réunion du Dja et de la rivière Boumba. Le Ngoko conflue en rive droite un peu en amont de la ville d'Ouesso.
- La Ndoki
- La Likouala aux herbes

## Hydrométrie - Les débits à Ouesso
Le débit de la rivière a été observé pendant 37 ans (1947-1983) à Ouesso, ville située à quelque 400 kilomètres de son confluent avec le fleuve Congo.
À Ouesso, le débit annuel moyen ou module observé sur cette période a été de 1 662 m3/s pour une surface prise en compte de 158 350 km2, soit plus de 70 % du bassin versant de la rivière.
La lame d'eau écoulée dans le bassin se monte de ce fait à 331 millimètres par an, ce qui peut être considéré comme relativement élevé, mais tout à fait normal dans le bassin de ce fleuve.
La Sangha est une rivière abondante, bien alimentée en toutes saisons et donc assez régulière. Le débit moyen mensuel observé en février-mars, mois d'étiage, atteint 876-878 m3/s, soit quatre fois moins que le débit moyen des mois d'octobre et de novembre (mois des crues), ce qui montre une irrégularité saisonnière réduite. Sur la durée d'observation de 37 ans, le débit mensuel minimal a été de 380 m3/s (mars), tandis que le débit mensuel maximal s'élevait à 4 290 m3/s (novembre).